# ماتسونامی شوگورو
ماتسونامی شوگورو (به ژاپنی: 松波庄五郎)، ناگای شین زائِمون نو جو (به ژاپنی: 長井新左衛門尉 ながいしんざえもんのじょう); سامورایی اهل ژاپن و پدر سایتو دوسان بود. وی در سال ۱۴۹۴ در ولایت یاماشیرو امروزه شهرستان اوتوکونی، کیوتو متولد شد. در سن یازده سالگی راهب یک معبد در کیوتو شد. سپس به همراه دوستش نیچی‌اون این معبد را ترک کرد و به معبد جوزای-جی در ولایت مینو وارد شد.
سپس با دختر یک روغن فروش در کیوتو ازدواج کرد و به شغل روغن فروشی مشغول شد. از آنجائیکه بدون استفاده از قیف می‌توانست روغن را به درون ظرف‌های دهن باریک بریزد. بخاطر مهارت در شغل خود شهرتی به دست آورده بود.
طبق روایات روزی یکی از سامورایی‌های در خدمت خاندان توکی که برای خرید روغن نزد وی آمده بود به وی گفت که تو در فن فروش روغن بسیار وارد هستی ولی اگر بجای آن نیروی خود را صرف یادگیری فن جنگاوری بکنی یک سامورایی برجسته خواهی شد. از آن پس ماتسونامی شغل خود را رها کرده و به یادگیری بکار بردن نیزه و تفنگ پرداخت. سپس به صورت ملازم ناگای ناگاهیرو، دایکان (یک مقام دولتی) ولایت مینو درآمد و پیشرفت کرد.
استعداد نظامی وی موجب جلب اعتماد توکی یوری‌آکی به وی شد. در پی جنگ و رقابت مابین توکی یوری‌آکی و برادر بزرگترش توکی یوریتاکه بر سر فرمانداری ولایت مینو در نهایت در سال ۱۵۳۰ توکی یوریتاکه به سمت ولایت اچیزن گریخت. سرانجام با آنکه یوریتاکه توانسته بود سپاه خاندان آساکورا و خاندان را به حمایت خود دربیاورد، در سن ۴۹ سالگی درگذشت و مقام فرمانداری ولایت مینو به برادر کوچکترش رسید.
ماتسونامی شوگورو ابتدا به عنوان سامورایی به ناگای ناگاهیرو سپس به توکی ماسافوسا سپس به توکی یوریتاکه و در آخر به توکی یوری‌آکی خدمت کرد.